# 장앙리 파브르
장앙리 카시미르 파브르(프랑스어: Jean-Henri Casimir Fabre, 1823년 12월 22일~1915년 8월 11일)는 프랑스의 곤충학자, 시인이다. 《파브르 곤충기》의 저자로 유명하다.

## 생애
파브르는 곤충학자로 남프랑스 생레옹의 시골 농가에서 태어났다. 그는 가난한 생활 때문에 4살 때 말라발(Malaval)의 조부모 댁에서 자랐으며, 호기심이 많던 파브르는 그곳에서 벌레의 생김새를 관찰하고, 또 곤충들이 생활하는 모습을 살피기를 즐겼다. 7살 무렵 생 레옹으로 돌아온 파브르는 아버지가 사 주신 동물 전집과 책으로 단어를 익히기도 했다. 그는 시골의 초등학교를 졸업하고 부모의 일을 도왔으며, 학비를 면제받는 대신 학교의 합창단에서 활동하기도 했다. 파브르는 철도공으로 일하게 되었는데, 처음 받은 돈으로 벌레와 꽃, 그리고 새들을 노래한 시집을 사서 열심히 읽었다. 그는 곤충을 키우기도 했으나, 가난에 허덕였던 그의 가족들은 그에게 야단을 치기도 했다. 그는 가난 때문에 부모와 떨어져 일해야 했으나 노력하여 고학으로 사범학교를 졸업하였다.
그는 대수학과 기하학, 화학, 물리학과 같은 자연과학에 큰 관심이 있었으며, 1849년 중학교의 화학 교사가 되었고 1852년 고등학교의 물리 교사가 되었다. 생활은 늘 가난하였지만, 그 후 그는 논문 〈자연과학의 역사〉를 발표하여 파리에서 학위를 받았다. 그는 노동자들과 교육의 기회가 적은 이들에게 무료로 강의를 해 주었으며, 실용적인 강의만을 추구하는 시 교육부에 항의하기도 하였다.
1854년 겨울 그는 레옹 뒤푸르의 노래기벌에 관한 연구 내용을 보고 곤충 연구에 본격적으로 나서기 시작했다. 그는 동시대의 과학자 루이 파스퇴르, 교육부 장관이었던 존 스튜어트 밀, 생물학자 에스프리 르키앙, 툴루즈의 교수 알프레드 모켕탕동, 생물학자 찰스 다윈과 교류하기도 했으며 1886년 나폴레옹 3세로부터 레지옹 도뇌르 훈장을 받았다.
파브르는 꼭두서니에서 염료의 주원료인 알리자린을 뽑아내는 방법을 알아내어 논문으로 발표했다. 그는 벌, 쇠똥구리, 송장벌레, 나비 등 다양한 곤충들과 식물, 버섯 등을 연구했으며 은퇴한 뒤 56세 때부터 여러 가지 곤충의 생태를 재미있고 아름다운 문장으로 묘사한 곤충기를 쓰기 시작하여, 84세 때 10권을 완성하였다. 그는 자신의 글에 '나는 다른 사람들과 달리 살아있는 너희들을 연구한다. 나는 학자와 철학자를 위해 글을 쓰지만 우선적으로 젊은이들을 위해 글을 쓴다. 나는 이들에게 자연과학에 대한 사랑을 불어넣어 주고 싶다.'라고 말하며, 곤충에 대한 애틋한 사랑과 사실적인 연구에 대한 타당성, 그리고 자연과학의 교육에 대한 중요성과 사랑을 남겼다. 무려 30년에 걸친 이 대작으로 인해 그는 세계적인 학자로 이름을 떨치게 되었다. 파브르의 제자들은 그 때에도 가난했던 파브르의 생활을 보고 '파브르의 날' 을 만들어 주었다. 비록 파브르를 응원하러 온 이들은 대부분 문인이었으며 학자들은 진지한 학문을 문학 작품과 뒤섞어놓았다고 비난했지만, 파브르는 굴복하지 않고 자신의 연구를 이어갔다.
동생으로 프레데릭 파브르가 있으며, 둘은 평생 동안 편지로 자신의 생활과 연구 내용을 주고받았다. 파브르가 과학과 문학에 관심이 많던 반면, 프레데릭 파브르는 사업과 행정에 관심이 많았다. 아내는 마리 세자린 빌라르와 마리 조세핀 도들이다.
그는 노년기에 '왕풍뎅이 시인(lou felibre di tavan)'이라는 이름으로 잡지에 시를 내기도 했다. 그 시의 내용은 자신이 관찰한 곤충의 생활과 자신의 생활, 자연의 아름다움 등이다.
파브르는 여생을 프랑스 남부의 알마스 지역에서 곤충을 연구하며 지냈는데, 파브르가 지낸 집은 현재 박물관으로 만들어져 있다.